# اکینوکوکوس
انگل اکینوکوکوس (انگلیسی: Echinococcus) یکی از شایع‌ترین بیماری‌های انگلی می‌باشد که بیماری مشترک بین انسان، دام و سگ گله است. مبتلا شدن به این انگل به کیست هیداتید می‌انجامد.
انگل اکینوکوکوس که نوعی کرم کوتاه است، در روده سگ‌های گله زندگی می‌کند. این کرم ۵ میلی‌متری حدود یک سال در روده کوچک سگ‌ها به سر می‌برد. تخم‌ریزی این کرم باعث می‌شود که مدفوع این حیوان پر از تخم آلوده‌کننده باشد. وقتی سگ‌ها در کنار سبزه‌ها و سایر گیاهان عمل دفع انجام می‌دهند، شرایط برای شروع سیکل بعدی زندگی این کرم مهیا می‌شود.
دام‌ها بخصوص گوسفندان و بزها با خوردن علف‌هایی که حاوی تخم انگل است، آلوده می‌شوند منتها این بار کرم در روده آنها تشکیل نمی‌شود، بلکه دوره دیگری از زندگی انگل که به شکل لارو است شروع می‌شود که در کبد، شش و سایر احشای این دام‌ها ایجاد کیست می‌کند.